# 6 of 1 Thing
«6 of 1 Thing» (с англ. — «6 из 1 вещи») — сингл британского R&B исполнителя Крейга Дэвида, выпущенный 17 февраля 2008 года в качестве третьего сингла с его четвёртого студийного альбома Trust Me (2007). Написанная Дэвидом и Фрейзером Смитом и спродюсированная Смитом и Мартином Терефе, песня попала в B-листы BBC Radio 1 и BBC Radio 2 и заняла 39-е место в UK Singles Chart после физического релиза.

## Выпуск
«6 of 1 Thing» был выпущен для большинства европейских потребителей 18 февраля 2008 года; однако он был выпущен исключительно для клиентов Великобритании через цифровую загрузку и компакт-диск 17 февраля; онлайн-сайт цифровой загрузки 7Digital и магазины Woolworths по всей Великобритании выпустили CD и макси-CD сингл в воскресенье за 24 часа до официальной даты релиза. Причина этого эксклюзивного раннего релиза не подтверждена, хотя некоторые говорят, что 7Digital и Woolworths заключили «особые соглашения» с Warner Music Group, чтобы они смогли захватить больше рынка, чем любая из их конкурирующих компаний.

## Клип
Премьера музыкального видеоклипа «6 of 1 Thing», снятого Филом Гриффином, состоялась 11 января 2008 года на официальном аккаунте Крейга Дэвида на YouTube.

## Список композиций
| №  | Название                       | Producer(s)                   | Длительность |
| -- | ------------------------------ | ----------------------------- | ------------ |
| 1. | «6 of 1 Thing» (Album Version) | Fraser T. Smith Martin Terefe | 3:47         |

| №  | Название                                              | Producer(s)                   | Длительность |
| -- | ----------------------------------------------------- | ----------------------------- | ------------ |
| 1. | «6 of 1 Thing» (Radio Edit)                           | Smith Terefe                  | 3:20         |
| 2. | «6 of 1 Thing» (Soul Seekerz Club Mix)                | Smith Terefe Soul Seekerz [a] | 7:36         |
| 3. | «6 of 1 Thing» (Sticky Remix)                         | Smith Terefe Sticky [a]       | 5:20         |
| 4. | «6 of 1 Thing» (Overkillers Remix – Extended Version) | Smith Terefe Overkillers [a]  | 5:18         |
| 5. | «6 of 1 Thing» (Primary 1 Remix)                      | Smith Terefe Primary 1 [a]    | 3:10         |

| №  | Название                                     | Producer(s)             | Длительность |
| -- | -------------------------------------------- | ----------------------- | ------------ |
| 1. | «6 of 1 Thing» (Remix featuring Ryan Leslie) | Smith Terefe Leslie [a] | 3:47         |

## Места в чартах
| Хит-парад (2008)                    | Наивысшая позиция |
| ----------------------------------- | ----------------- |
| Румыния (Romanian Top 100)          | 86                |
| Шотландия (OCC Scotland)            | 27                |
| Великобритания (OCC UK Singles)     | 39                |
| Великобритания (OCC UK Hip Hop/R&B) | 3                 |

## История релиза
| Страна         | Дата            | Формат                     | Лейбл             | Ref.  |
| -------------- | --------------- | -------------------------- | ----------------- | ----- |
| Великобритания | 17 февраля 2008 | CD single digital download | Warner Bros. Sire | [ 5 ] |